# List auf Sylt
List auf Sylt est une commune d'Allemagne, située dans le land du Schleswig-Holstein et l'arrondissement de Frise-du-Nord. Elle se situe sur l'île de Sylt et elle est la commune la plus septentrionale d'Allemagne.

## Phares

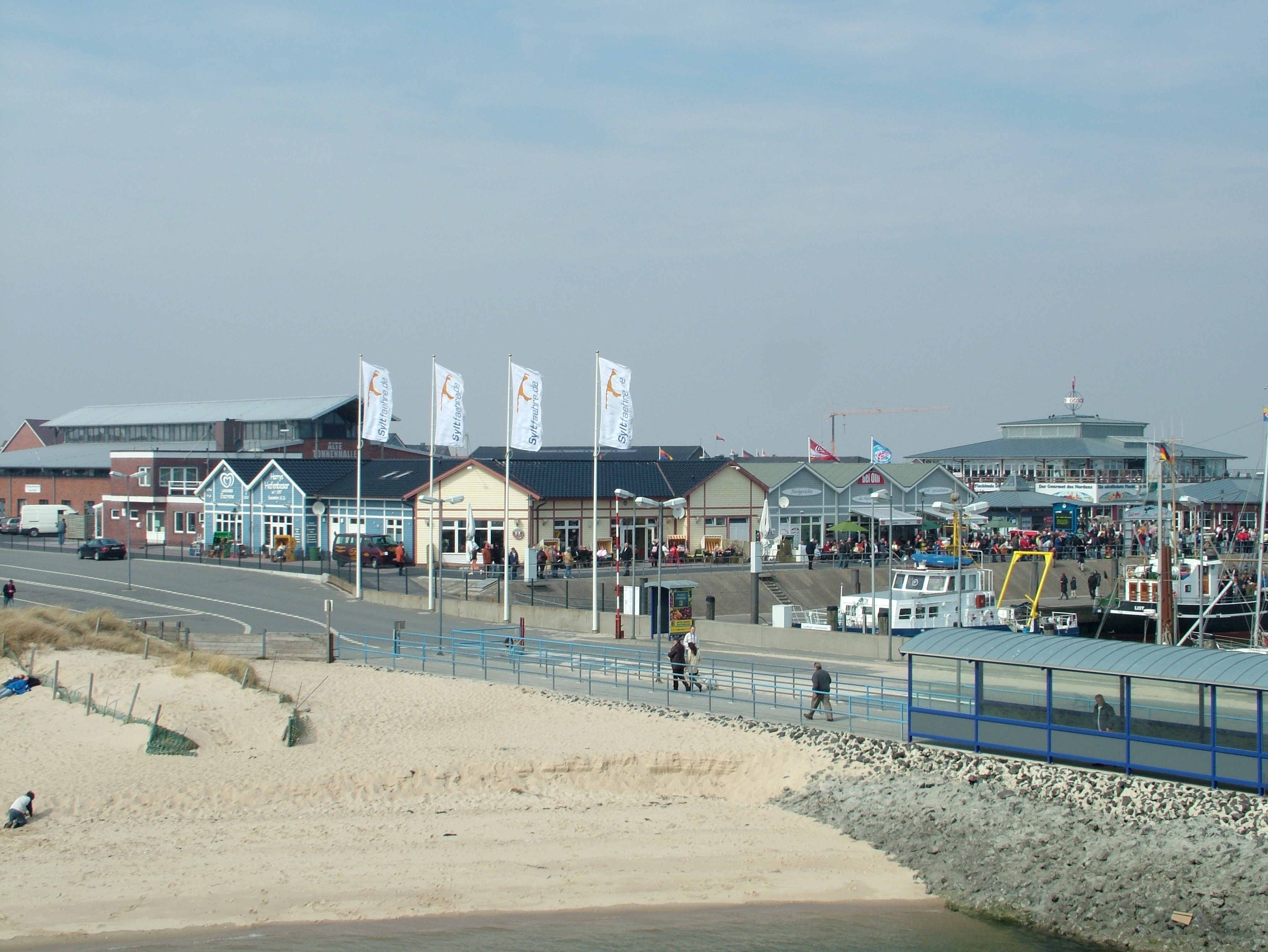
Le port de List
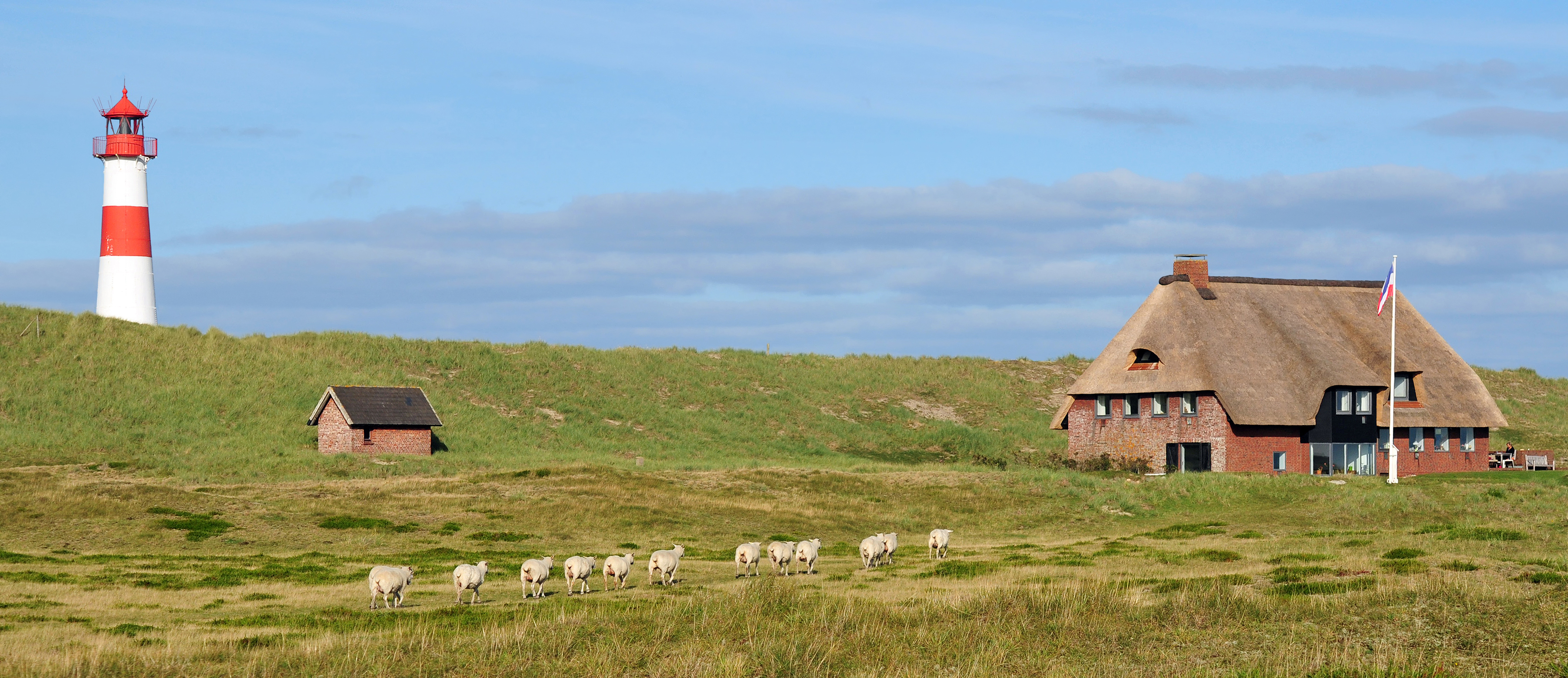
Phare de List Est
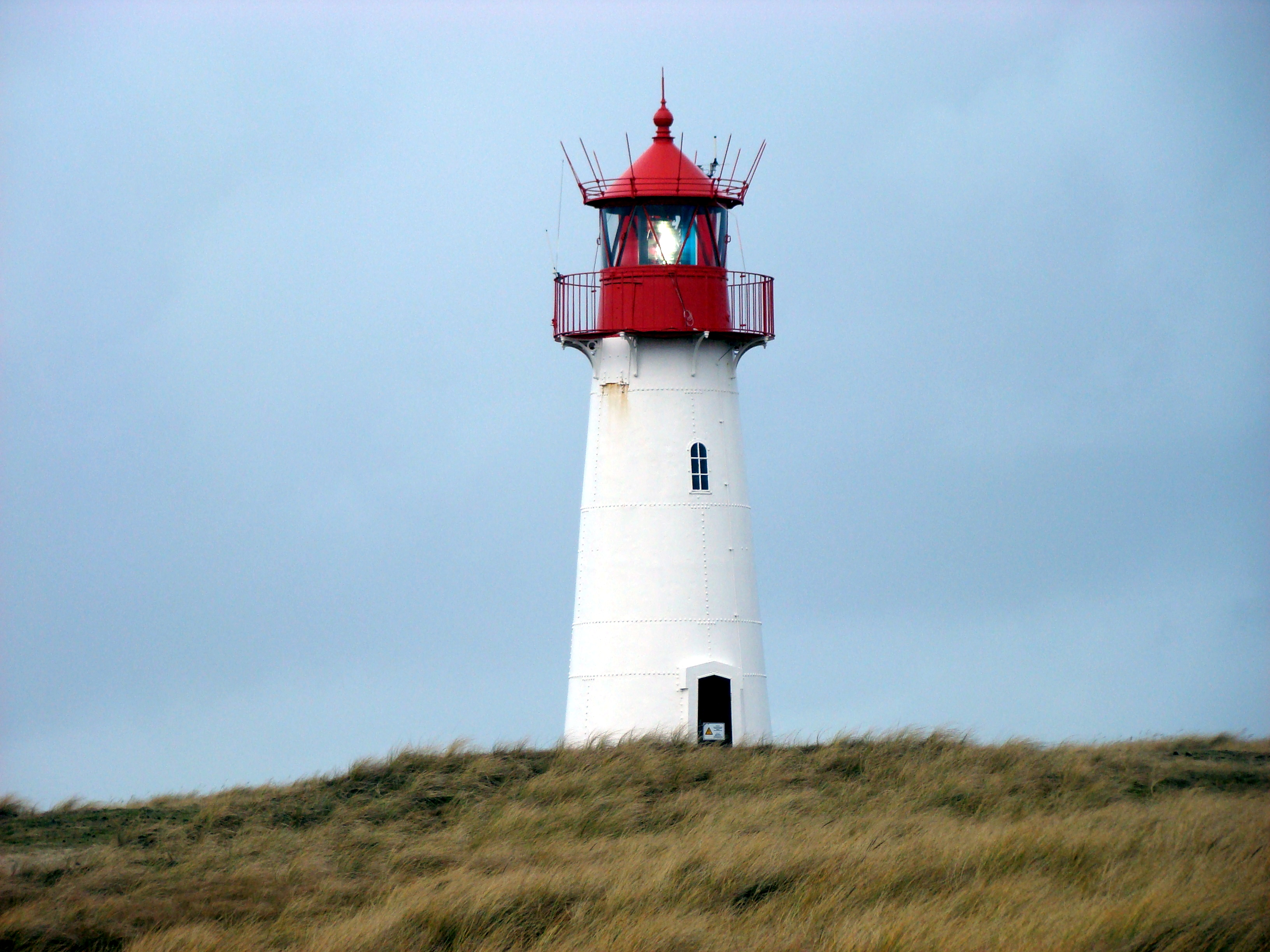
Phare de List Ouest